# 119e régiment d'infanterie territoriale
Pour les articles homonymes, voir 119e régiment.
Le 119e régiment d'infanterie territoriale est un régiment d'infanterie de l'armée de terre française qui a participé à la Première Guerre mondiale. Il a été constitué en 1914 à Privas (15e Région Militaire) et dissout à la fin de la Grande Guerre.

## Création et différentes dénominations
Le régiment reçoit son numéro par décret du 19 mars 1875, en prévision de la mobilisation.

## Chefs de corps
Le régiment est mis sous les ordres du lieutenant-colonel Guiffray le 18 septembre 1914.

## Drapeau
Il ne porte aucune inscription.

## Personnages célèbres ayant servi au119eRIT
- René Haas, lieutenant ayant participé à la création des Sections d'Équipages de Chiens d'Alaska (SECA).

### Sources et bibliographie
- Photos du régiment sur chtimiste.com
- Journaux des unités sur le site du Ministère de la Défense, via sflregiments.free.fr